# Örömóda
Az Örömóda (vagy Óda az Örömhöz, németül Ode „An die Freude”) Friedrich Schiller német költő 1785-ben írott ódája; elsősorban Ludwig van Beethoven 9. szimfóniájának negyedik (záró) tételéből ismert, négy szólistával, kórussal és zenekarral. Zenekari változatát gyakran „Örömóda”-ként emlegetik.
Az Örömódát az Európa Tanács tette meg Európa himnuszává 1972-ben, Herbert von Karajan hivatalos zenekari átiratában. Később Beethoven megzenésítését választotta az Európai Unió himnuszául, szöveg nélkül, az EU-ban használt számos különböző nyelv miatt. Ezért ez inkább Beethoven témája (vagy dallama), mint Schiller verse, bár egyúttal az emberek testvériségének a szövegben szereplő eszményét is magába foglalja. Ez az eszmény jóval általánosabb érvénnyel szólal meg Beethoven feldolgozásában („Testvér lészen minden ember”), ami Schiller második változatában szerepel (az első változatban: „A koldusok testvérei lesznek a hercegeknek”).
Úgy tartják, Schiller himnuszát eredetileg a szabadsághoz („Freiheit”) írta, de a cenzúra miatt kénytelen volt ezt „álcázni”, és ezért cserélte a Freiheit előfordulásait Freudére. Leonard Bernstein a berlini fal leomlásakor a Freiheit szó használatával adta elő a művet.
1974 és 1979 között a Rodéziai Köztársaság (a mai Zimbabwe) fehér kormánya adoptálta Beethoven 9. szimfóniájának záró tételét, mint az állam nemzeti himnuszát, de a szöveget módosították. A rodéziai himnusz Mary Bloom Rise, O Voices of Rhodesia (Talpra, Rodézia hangjai) című alkotását hangszerelte Beethoven szerzeményére.

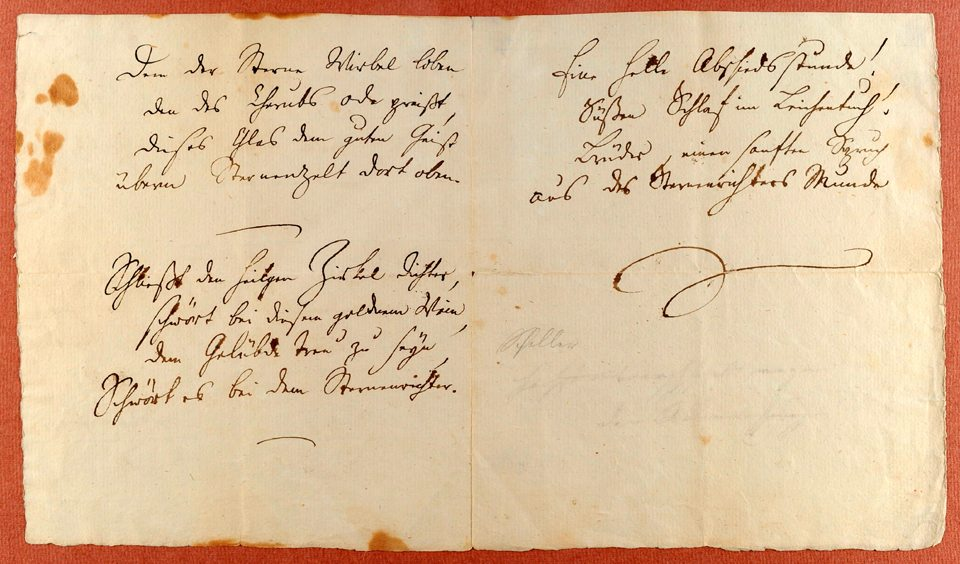
Schiller aláírt kézirata

## Magyar vonatkozása
Beethoven életében fiatal korától kezdve nagy szerepet játszottak a magyarok. Beethoven magyarországi útjaival a nemzetközi és hazai viszonylatban is sokat foglalkoztak a kutatók. A kutatások jelenlegi állása szerint három út bizonyítható hiteles dokumentumokkal: 1796. |november 23-án tartotta első magyarországi hangversényét, 1800. május 7-én koncertet adott, valamint 1807. szeptember 13-án a C-dúr mise ősbemutatója Beethoven vezényletével. Major Ervin kutatásai szerint Beethoven kilenc magyarországi muzsikussal állt kapcsolatban, ezek: Kleinheinz Ferenc, Fusz János, Klein Henrik, Gróf Amadé Tádé, Kirchlehner Ferenc, Heinisch József, Eberl karmester, Ferka Ferenc, Bihari János. Beethoven természetesen más utakon is hozzájuthatott a magyar zenéhez; a bécsi zeneműpiacon 1784 óta rendszeresen jelentek meg magyar zeneművek, és az ő művei más csatornákon is elkerülhettek Magyarországra.
Beethoven kétféleképpen élt a magyar tematikával műveiben: egyszerű dallam-átvételként, valamint egyes dallamfordulatok, ritmus-alakzatok vagy hangulat-típusok átvétele, ill. ezek nyomán komponált önálló témák útján. A XIX. sz. egyik legjelentősebb szakmai kiadója, az Allgemeine Musikalische Zeitung (Általános Zenei Újság) adta ki az 1816. március 13-i számában Lipcsében Kisfaludy Sándor Magyar szüretelő ének című művét, melyet magyar népdal alapján írt Kisfaludy. Beethoven Örömódája és Kisfaludy Magyar szüretelő éneke dallamvezetésének hasonlósága vitathatatlan. Az óda két egységből áll. Az első sor második fokra, illetve a második sor első fokra történő lezárása jellegzetessége a magyar népdaloknak. A második egység pedig egyszerűen a magyar pásztorok által megőrzött virtuóz duda improvizáció (apraja) feldolgozott változata.

## A mű
| Németül | Angolul |
| --- | --- |
| Freude, schöner Götterfunken, Tochter aus Elysium, Wir betreten feuertrunken Himmlische, dein Heiligtum. Deine Zauber binden wieder, Was die Mode streng geteilt, Alle Menschen werden Brüder, Wo dein sanfter Flügel weilt. | Joy, beautiful spark of the gods, Daughter of Elysium, We enter fire imbibed, Heavenly, thy sanctuary. Thy magic reunites those Whom stern custom has parted; All men will become brothers Under thy gentle wing. |

A műnek többféle magyar szövege is van. A „Gyúlj ki, égi szikra lángja…” kezdetűt Rónay György, a „Lángolj fel a lelkünkben…” kezdetűt Jankovich Ferenc fordította, illetve Mezei Balázs Mámordal címen is lefordította. A fordítók szerzői jogai miatt egyik szöveg sem közölhető.